# Farní sbor Českobratrské církve evangelické v Soběslavi
Farní sbor Českobratrské církve evangelické v Soběslavi je sborem Českobratrské církve evangelické v Soběslavi. Sbor spadá pod Jihočeský seniorát.
Sbor byl založen roku 1922.
Farářem je Richard Dračka a kurátorem sboru Jan Růžička.

## Faráři sboru
- Pavel Kučera (1983–1988)
- Zdeněk Šorm (1989–2005)
- Jan Kupka (2005–2008)
- Daniel Matějka st (2008–2010)
- Richard Dračka (2010–)